# Постников, Евгений Иванович
Евге́ний Ива́нович По́стников (16 апреля 1986, Старый Оскол, РСФСР, СССР) — российский и казахстанский футболист, защитник. Пятикратный чемпион Казахстана, чемпион Латвии. 

## Биография
Карьеру начал в 2003 году в старооскольском «Металлурге». Через год получил предложение от московского «Динамо», но провёл полтора года в фарм-клубе «Динамо-2».
В 2006 году переехал в Латвию, в Даугавпилс, получив предложение от местного клуба «Даугава», в котором за два года сыграл 44 игры, забил один гол.
В 2008 году вернулся в «Металлург-Оскол». За два сезона сыграл 47 матча и забил три гола. Летом 2009 года перешёл в состав московского «Торпедо-ЗИЛ» и доиграл сезон. В январе 2010 года снова уехал в Латвию, в клуб «Вентспилс». Здесь он за два года сыграл 47 матчей и забил четыре гола, став сначала вице-чемпионом, а потом и чемпионом страны.
Весной 2012 года Постников переехал в Белоруссию, где два сезона играл за солигорский «Шахтёр». В его составе он стал дважды вице-чемпионом Белоруссии.
В марте 2014 года подписал контракт с «Астаной» и принял казахстанское гражданство. С «Астаной» стал неоднократным чемпионом Казахстана и выигрывал Суперкубок страны. В сезоне 2015 года впервые вышел с командой в группу Лиги чемпионов.
В августе 2016 года был отдан в аренду в «Вентспилс», но вскоре вернулся в «Астану».

## Личная жизнь
Жена Юлия и двое детей — сын Тимофей (2009) и дочь Полина (2011).

## Достижения
«Вентспилс»
- Чемпион Латвии (1): 2011
- Серебряный призёр чемпионата Латвии (1): 2010
- Обладатель Кубка Латвии (1): 2010/11

«Шахтёр» Солигорск
- Серебряный призёр чемпионата Белоруссии (2): 2012, 2013

«Астана»
- Чемпион Казахстана (5): 2014, 2015, 2017, 2018, 2019
- Бронзовый призёр Чемпионата Казахстана: 2020
- Обладатель Суперкубка Казахстана (4): 2015, 2018, 2019, 2020
- Финалист Кубка Казахстана (1): 2015